# Deutsche Freie-Partie-Meisterschaft 1961/62

Veranstaltungsort: Wuppertal

Die Deutsche Freie-Partie-Meisterschaft 1961/62 ist eine Billard-Turnierserie und fand vom 28. bis zum 31. März 1962 in Wuppertal-Vohwinkel zum achten Mal statt.

## Geschichte
Wieder einmal ungeschlagen gewann der Düsseldorfer Siegfried Spielmann mit allen Turnierbestleistungen seinen dritten Deutschen Meistertitel in der Freien Partie. In keiner Phase des Turniers kam Spielmann in ernste Schwierigkeiten. Zum zweiten Mal mach 1957 sicherte sich Norbert Witte den zweiten Platz. Erstmals aufs Siegertreppchen schaffte es der Bergisch Gladbacher Matthias Metzemacher. Von allen Teilnehmern wurde die ausgezeichnete Organisation dieser Meisterschaft gewürdigt.

## Modus
Gespielt wurde im Round-Robin-Modus bis 500 Punkte. Die Endplatzierung ergab sich aus folgenden Kriterien:
1. Matchpunkte
2. Generaldurchschnitt (GD)
3. Höchstserie (HS)

## Abschlusstabelle
| MP    | Match Points (Sieger = 2; Unentschieden = 1; Verlierer = 0) |
| Pkte. | Erzielte Karambolagen                                       |
| Aufn. | Benötigte Versuche                                          |
| GD    | Generaldurchschnitt                                         |
| BED   | Bester Einzeldurchschnitt eines Spielers                    |
| HS    | Höchstserie                                                 |
|       | Bester GD des Turniers                                      |
|       | Bester ED des Turniers                                      |
|       | Beste HS des Turniers                                       |
|       | 1. Platz (Gold)                                             |
|       | 2. Platz (Silber)                                           |
|       | 3. Platz (Bronze)                                           |

| Klassement                 | Klassement                               | Klassement | Klassement | Klassement | Klassement | Klassement | Klassement |
| Platz                      | Name                                     | MP         | Pkte.      | Aufn.      | GD         | BED        | HS         |
| -------------------------- | ---------------------------------------- | ---------- | ---------- | ---------- | ---------- | ---------- | ---------- |
| 1                          | Siegfried Spielmann (Düsseldorf)         | 14:0       | 3500       | 58         | 60,34      | 500,00     | 925        |
| 2                          | Norbert Witte (Oberhausen)               | 12:2       | 3043       | 83         | 36,66      | 45,45      | 416        |
| 3                          | Matthias Metzemacher (Bergisch Gladbach) | 10:4       | 3076       | 118        | 26,06      | 83,33      | 231        |
| 4                          | Hans Ritschel (München)                  | 8:6        | 2591       | 113        | 22,92      | 55,55      | 183        |
| 5                          | Ewald Kajan (Duisburg)                   | 6:8        | 2444       | 83         | 29,44      | 41,66      | 204        |
| 6                          | Walter Zill (Gelsenkirchen)              | 4:10       | 2171       | 145        | 14,97      | 17,85      | 162        |
| 7                          | Kurt Blaeser (Wuppertal)                 | 2:12       | 1826       | 142        | 12,85      | 18,51      | 263        |
| 8                          | Dirk Henrich (Wuppertal)                 | 0:14       | 791        | 112        | 7,06       | -          | 99         |
| Turnierdurchschnitt: 22,76 |                                          |            |            |            |            |            |            |